# The Best of Me – Mein Weg zu dir
The Best of Me – Mein Weg zu dir ist ein US-amerikanisches Liebesdrama aus dem Jahr 2014 von Michael Hoffman. Die Verfilmung der gleichnamigen Buchvorlage von Nicholas Sparks lief am 8. Januar 2015 in den deutschen Kinos an.

## Handlung
Der aus zerrütteten Familienverhältnissen stammende Dawson und die aus reichem Haus kommende Amanda verlieben sich in der Highschool ineinander und sind ab diesem Zeitpunkt ein unzertrennliches Paar. Obwohl Amandas Vater Dawson aufgrund seiner Familie ablehnt und auch Dawsons tyrannischer Vater die Beziehung missbilligt, stehen beide zueinander. Nach einer erneuten körperlichen Attacke seines Vaters reißt Dawson aus und kommt bei Werkstattbesitzer Tuck unter. Dieser nimmt ihn wie einen Sohn auf und gibt Dawson und Amanda in seinem Landhaus eine Bleibe. Ein tragisches Ereignis, bei dem Dawsons bester Freund Bobby umkommt, verändert das Leben der beiden und sie gehen getrennte Wege. 21 Jahre später treffen die beiden bei Tucks Beerdigung wieder aufeinander, wodurch nicht nur alte Erinnerungen, sondern vor allem die Gefühle der beiden aufleben. Tuck hat beiden sein Landhaus vermacht, weil er erkannt hatte, dass die beiden zusammengehören. Doch das Schicksal lässt sie ihre Liebe nicht leben. Amanda hat inzwischen eine Familie, in der sie jedoch nicht glücklich ist, was sie erst durch Dawson erfährt, genauso wie er wieder erfährt, was Liebe bedeutet. Doch Amanda muss wieder zurück.
Mit der Zeit erkennt Amanda, dass Dawson derjenige ist, den sie will. Sie trennt sich von ihrem Mann. Ihr Sohn erleidet jedoch einen Unfall, der ihn schwer verletzt, er benötigt ein Spenderherz. Seine Brüder wollen Dawson töten, nachdem dieser wieder mit seinem Vater in einen Konflikt geraten ist. Dawson setzt sie aber außer Gefecht, woraufhin sein Vater ihn erschießt. Ein Jahr später stellt sich heraus, dass das gespendete Herz, das Amandas Sohn gerettet hat, von Dawson stammt. Die Geschichte endet an Tucks Landhaus. Amanda öffnet einen Brief, der sie in Erinnerungen schwelgen und Dawson noch einmal ganz nah sein lässt.

## Hintergrund
Der Film basiert auf der Romanvorlage des Bestsellerautors Nicholas Sparks und ist damit dessen neunte Buchverfilmung. Nach Safe Haven – Wie ein Licht in der Nacht ist dies der zweite Nicholas-Sparks-Film, der vom Berliner Unternehmen Senator Film Verleih GmbH in die deutschen Kinos gebracht wurde.

## Kritiken
„Regisseur Michael Hoffman […] verfährt in der Bebilderung dieses Dramas wie nach einer Strichliste. […] Die Ingredienzien werden ohne eine Spur von inszenatorischer Eleganz vorgeführt. Stockfischig auch die Darsteller: Weder strahlt das Teenie-Pärchen brennende Leidenschaft aus, noch die reiferen Alter Egos; zwischen Dawson in junger und erwachsener Ausführung fehlt schon optisch die Ähnlichkeit. Das dramatische und psychologische Potenzial, das diese Lovestory, die sich um einen psychopathischen Patriarchen und einen helfenden Ersatzvater rankt, durchaus besitzt, verkommt durch die achtlose Dramaturgie zur holprigen Kolportage.“